# Alexandre Caillot
Alexandre Caillot (Doyet, 21 giugno 1861 – Grenoble, 5 gennaio 1957) è stato un vescovo cattolico francese.

## Biografia
Studiò nei seminari di Izeure e di Moulins e fu ordinato prete nel 1884. Nella diocesi di Moulins fu insegnante di lingue e storia nel seminario minore, cappellano dell'ospedale generale e, dal 1910, vicario generale.
Vescovo di Grenoble dal 1917, promosse le vocazioni sacerdotali e celebrò tre sinodi (nel 1922, nel 1932 e nel 1948).
Nel 1930 fondò l'Opera delle maternità cattoliche, da cui ebbe origine una congregazione di suore.
Promosse in diocesi la devozione a Nostra Signora di La Salette e al Sacro Cuore di Gesù (la sua prima lettera pastorale, nel 1918, riguardava l'intronizzazione del Sacro Cuore nelle famiglie).

## Genealogia episcopale e successione apostolica
La genealogia episcopale è:
- Cardinale Scipione Rebiba
- Cardinale Giulio Antonio Santori
- Cardinale Girolamo Bernerio, O.P.
- Arcivescovo Galeazzo Sanvitale
- Cardinale Ludovico Ludovisi
- Cardinale Luigi Caetani
- Cardinale Ulderico Carpegna
- Cardinale Paluzzo Paluzzi Altieri degli Albertoni
- Papa Benedetto XIII
- Papa Benedetto XIV
- Papa Clemente XIII
- Cardinale Marcantonio Colonna
- Cardinale Giacinto Sigismondo Gerdil, B.
- Cardinale Giulio Maria della Somaglia
- Cardinale Carlo Odescalchi, S.I.
- Vescovo Eugène-Charles-Joseph de Mazenod, O.M.I.
- Cardinale Joseph Hippolyte Guibert, O.M.I.
- Cardinale François-Marie-Benjamin Richard de la Vergne
- Arcivescovo François-Joseph-Edwin Bonnefoy
- Vescovo Jean Baptiste Étienne Honoré Penon
- Vescovo Alexandre Caillot

La successione apostolica è:
- Vescovo Daniel Champavier (1921)
- Arcivescovo Emile Maurice Guerry (1940)
- Vescovo Jean-Marie Vittoz (1940)